# Jeremy Taylor
Jeremy Taylor (Cambridge, 1613 – Lisburn, 13 agosto 1667) è stato un religioso inglese.
Fellow del Cains College dal 1631 e successivamente dell'All Souls College su proposta di William Laud, divenne presto cappellano di Carlo I d'Inghilterra e lo sostenne nella guerra contro Oliver Cromwell.
Fu autore di opere come Sermoni (1653), Il Santo Vivere (1650), Il Santo Morire (1651) e Il grande esempio (1649), libri di preghiere quotidiane che culminarono con The Golden Grove (1655).
Dopo la morte di Carlo gli fu assegnata (1657) una cattedra a Lismore, la diocesi di Down e Connor e la supervisione della diocesi di Dromore.